# Рудники (гмина)
Рудники (пол. Rudniki) — сельская гмина (волость) в Польше, входит как административная единица в Олесненский повет, Опольское воеводство. Население — 8547 человек (на 2006 год).

## Демография
| Перепись                       | Всего   | Всего | Женщины | Женщины | Мужчины | Мужчины |
| ------------------------------ | ------- | ----- | ------- | ------- | ------- | ------- |
| Единицы                        | человек | %     | человек | %       | человек | %       |
| Население                      | 8547    | 100   | 4388    | 51,3    | 4159    | 48,7    |
| Плотность населения (чел./км²) | 85,0    | 85,0  | 43,6    | 43,6    | 41,4    | 41,4    |

## Сельские округа
1. Боброва
2. Бугай
3. Цециyлув
4. Хвилы
5. Даляхув
6. Фayстянкa
7. Янинув
8. Явоpєк
9. Явожно
10. Ельонкй
11. Юляйполь
12. Кузьнйцa
13. Лазы
14. Млыны
15. Мйpoвщызнa
16. Moсткй
17. Oдцйнэк
18. Поромбкй
19. Рудники
20. Словйкув
21. Жытниув

## Соседние гмины
1. Гмина Кшепице
2. Гмина Липе
3. Гмина Понтнув
4. Гмина Прашка
5. Гмина Радлув